# Істота (фільм)
«Істота» (англ. The Entity) — американський фільм жаху 1982 року.

## Сюжет
Життя молодої жінки Карли Моран перетворилося на суцільний кошмар після тієї ночі, коли вона з жахом прокинулася від того, що хтось невидимий б'є та ґвалтує її. Оточуючі не сприймають всерйоз цих побоювань, та й сама Карла вже не вірить, що це дійсно відбувається з нею.
Але все змінюється з появою лікаря-парапсихолога.

## У ролях
- Барбара Херші — Карла Моран
- Рон Сільвер — Філ Снейдерман
- Девід Лабіоса — Біллі
- Джордж Коу — доктор Вебер
- Маргарет Блай — Сінді Неш
- Жаклін Брукс — доктор Кулі
- Річард Брестофф — Джин Крафт
- Майкл Олдредж — Джордж Неш
- Реймонд Сінгер — Джо Механ
- Аллан Річ — доктор Велкотт
- Наташа Райан — Джулі
- Мелані Гаффін — Кім
- Алекс Рокко — Джеррі Андерсон